# Apiocera haruspex
Apiocera haruspex is een vliegensoort uit de familie Apioceridae. De wetenschappelijke naam van de soort is voor het eerst geldig gepubliceerd in 1877 door Osten Sacken.
De soort komt voor in de Verenigde Staten (Californië).